# Соловецкий летописец
Соловецкий летописец — русская летопись, летописец Соловецкого монастыря конца XVI века.

## Текстология

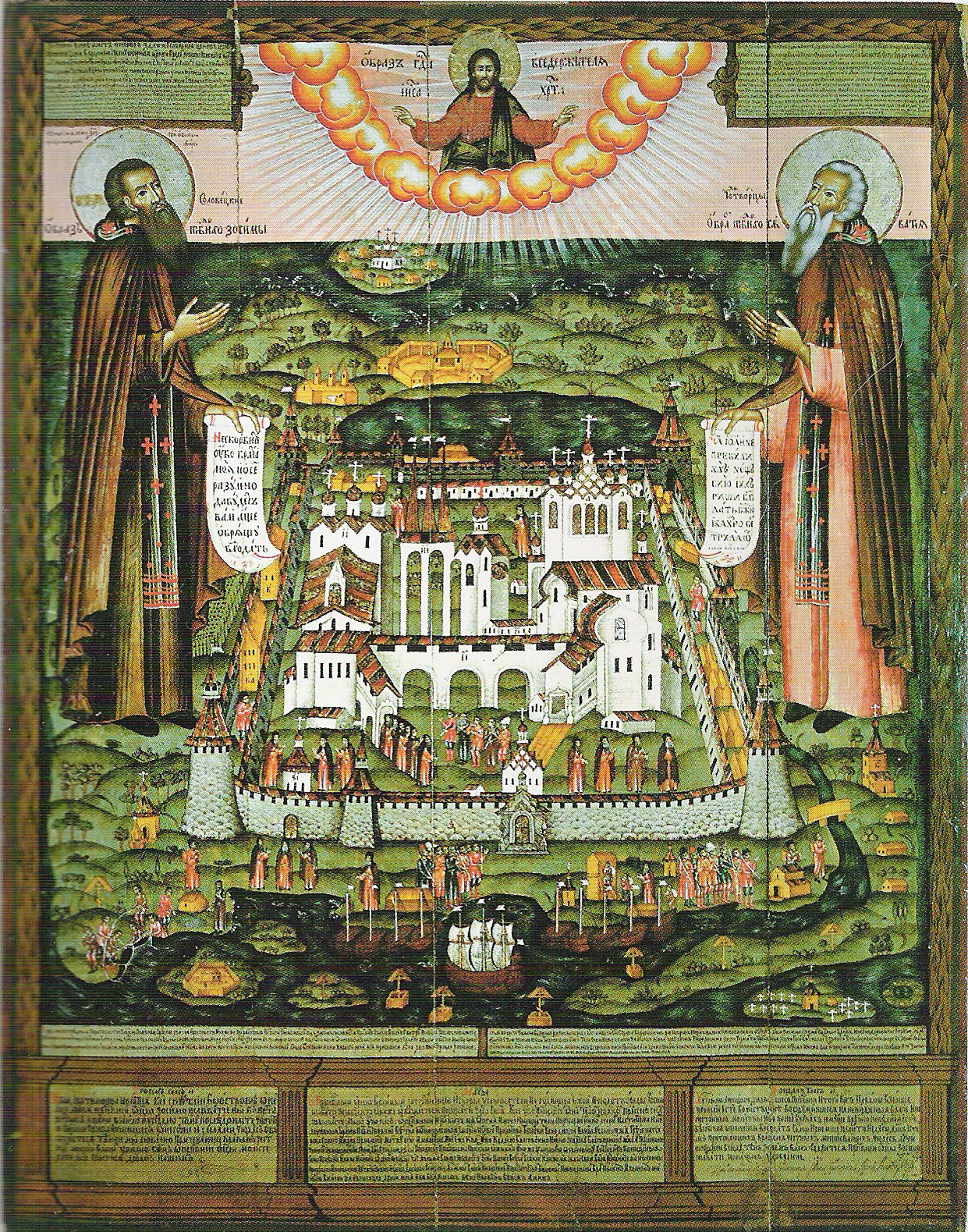
Преподобные Зосима и Савватий и основанный ими Соловецкий монастырь. Икона Ивана Маркова, 1709, Вологда

Существование местного летописания в Соловецком монастыре в конце XVI века подтверждается рукописями, содержащими летописные тексты: летописная компиляция в Хлуд. 184, Сол. 877 и Сол. 22. Эти памятники не полностью тождественны в содержании, но связаны общими источниками, в том числе в передаче соловецких известий.
М. Н. Тихомиров считал отдельным летописцем в составе Хлуд. 184 текст, начиная с венчания на царство Ивана Грозного (1547) и заканчивая смертью Фёдора Ивановича (1598). Согласно Тихомирову, эта летопись составлена на Севере, поскольку содержит известия местного характера, особенно подробно о борьбе со шведами на побережье Белого моря. В то же время составитель в основном пользовался новгородским летописанием. Летописи в Сол. 22 и Сол. 877 начинаются с даты призвания Рюрика (862) и оканчиваются, как и в Хлуд. 184, известиями о борьбе со шведами на Беломорье в конце XVI века. Эти известия и общерусские известия во всех трёх летописцах имеют общее происхождение. В Сол. 22 общерусские известия содержатся в существенно меньшем объёме, чем в Сол. 877, причём представляют собой собственную выборку сведений.
Летопись, из которой заимствовался текст в Соловецкий летописец, включала ряд сведений, отсутствующих в официальном летописании, но известных по новгородскому летописанию. Так, с Новгородской второй летописью совпадают известия о сведении с новгородской архиепископской кафедры Серапиона, а также описание «грома» и «труса» во всей Русской земле в день рождения Ивана Грозного. Интерес составителя к новгородской архиепископии и новгородским событиям может свидетельствовать, что источником Соловецкого летописца был один из памятников новгородского владычного летописания, близкий к Новгородской второй летописи.
Известия непосредственно о Соловецком монастыре почти совпадают в Сол. 877 и Сол. 22. Первым известием, касающимся Соловецкого монастыря, является дата преставления преподобного Савватия, 1435 год. Под 1478 годом сообщается о преставлении преподобного Зосимы: «Того же лета, апреля в 17 день преставися преподобный отец наш Зосима, Соловецкого монастыря началник». Источником этих сообщений является Житие Зосимы и Савватия. Со статьи 1538 года Соловецкий летописец содержит сведения о самом монастыре, вначале имеющие характер припоминаний о наиболее значимых событиях — пожаре и строительстве церквей. Затем регулярно читаются сообщения о смене игуменов, а также об их поездках в Москву и Новгород. С приезда в монастырь в 1564 году освещена деятельность игумена преподобного Иакова. В связи с этим известием впервые упоминается митрополит Филипп Колычёв, при котором Иаков принял постриг в монахи. В отдельной летописной статье сообщается о том, что в 1573 году Иаков был переведён в игумены в Палеостровский монастырь, совершил две поездки в Новгород, затем в 1579 году вернулся в Соловецкий монастырь и по просьбе соловецких монахов снова был назначен их игуменом. Назначение Иаков получил в Москве и, вернувшись в 1582 году в монастырь, организовал строительство каменной крепости. По мнению Р. П. Дмитриевой, это внимание к личности Иакова может объясняться тем, что он являлся одним из организаторов ведения летописных записей. Известно, что преподобный Иаков был любителем книжности и в сане игумена поддерживал книгописную деятельность в монастыре.
В. И. Корецкий отметил ряд замечаний в летописце в составе Сол. 22, согласно которым составитель летописного текста позиционирует себя как участника данных событий. Так, под 1570 годом: «А мы в ту пору зимовали на Москве с Терентием». Сопоставив подобные заметки в Соловецком летописце с соловецкими расходными книгами 1571—1572 годов, Корецкий предположил, что с конца 1550-х до конца 1580-х годов составителем летописца Соловецкого монастыря был келарь, а затем соборный старец Пётр по прозвищу Ловушка. Деятельность Петра в связи с его поездками для нужд монастыря хорошо прослеживается по расходным книгам до конца 1580-х годов.

## Содержание
Соловецкий летописец повествует, в частности, о событиях с начала построения обители, о её основателях, преподобных Зосиме, Савватии и Германе Соловецких. Далее в тексте, расположенном по годам смены игуменов, сообщаются сведения о монастырском строительстве, царских пожалованиях монастырю, Соловецком восстании 1667—1676 годов, посещении монастыря Петром I. Последнее известие относится к 1759 году, о смерти архиепископа Архангелогородского и Холмогорского Варсонофия. В одной из редакций летописец продолжен до 1814 года, последним известием является сообщение о вывозе из монастыря артиллерии и орудий в Новодвинскую крепость.

## Издания
- Летописец Соловецкого монастыря. — М., 1790.
- Летописец Соловецкий, или Краткое летописание. — М., 1815.
- Тихомиров М. Н. Малоизвестные летописные памятники // ИА. — М., 1951. — Т. 7. — С. 217—236.
  - Переизд. в кн.: Тихомиров М. Н. Русское летописание. — М., 1979. — С. 192—206.
- Корецкий В. И. Соловецкий летописец конца XVI в. // Летописи и хроники. 1980 г. В. Н. Татищев и изучение русского летописания. — М., 1981. — С. 223—243.